# Palazzo Francesco Maria Balbi Piovera
Il palazzo Francesco Maria Balbi Piovera, o palazzo Raggio (dall'armatore che lo acquistò nel XIX secolo), è un edificio storico italiano, sito in via Balbi 6, nel centro storico di Genova. È uno dei Palazzi dei Rolli che furono designati, al tempo della Repubblica di Genova, a ospitare gli ospiti di alto rango durante le visite di stato per conto del governo genovese.
L'edificio è fra i 42 palazzi dei rolli selezionati e dichiarati Patrimonio dell'umanità dall'UNESCO il 13 luglio 2006.
Dal 1941 è sottoposto a vincolo di tutela dal parte della soprintendenza.
È sede della Facoltà di Lettere dell'Università degli Studi di Genova.

## Storia e descrizione
Ultimo dei palazzi di via Balbi, viene eretto tra il 1657 e il 1665 su iniziativa di Francesco Maria Balbi, personaggio di punta della famiglia (dopo Stefano), impegnato in numerose attività finanziarie e politiche tra cui la nomina di feudatario del borgo alessandrino di Piovera, che incaricò del progetto l'architetto Pietro Antonio Corradi (1613-1683); l'edificio è però più noto come residenza del nipote Costantino Balbi.
Fu oggetto di profonde alterazioni a partire dai primi decenni dell'Ottocento quando il nuovo proprietario, Marcello Luigi Durazzo (segretario dell'Accademia Ligustica di Belle Arti) incaricò l'architetto Nicolò Laverneda e i pittori Michele Canzio, Francesco Baratta e Giuseppe Gaggini di restaurare e decorare il palazzo.
Trasformazioni più radicali avvennero per volontà di Edilio Raggio, armatore e industriale, che acquistò la costruzione dai Gropallo nel 1870, sopprimendo ogni ricordo dello storico complesso dell'ospedale e abbazia di Sant'Antonio abate che si affacciava, a mezzogiorno dell'isolato, sulla via Pré.
L'architetto Luigi Rovelli, incaricato da Edilio Raggio, oltre a demolire nel 1881 la chiesa ricostruita dall'architetto Giovanni Battista Grigo nel 1650, procedette ad una massiccia demolizione degli interni del palazzo per costruire nuove sale di rappresentanza ed erigere un imponente scalone sostenuto da archi rampanti e volte a crociera.
Una delle sale di rappresentanza venne decorata dall'affreschista Luigi Gainotti (1859-1940) con un'esaltazione della attività mercantile di Genova, mentre la decorazione delle pareti e della volta dello scalone fu affidata nel 1883 al pittore Cesare Viazzi (1857-1943) che realizzò con la tecnica della tempera un ciclo di sette opere celebrative della dinastia sabauda (L'Italia del Popolo, La Monarchia giura fedeltà allo Statuto, La Schiavitù con le mani legate guarda la cupola del Buonarroti, L'Italia siede sul trono di Roma, Le Guerre per l'Unità d'Italia ricordate da putti con festoni (2), Putti sostengono lo Stemma sabaudo che non è visibile nel Tricolore d'Italia).
L'opera piacque, fu ampiamente lodata e il giornale genovese Il Caffaro (succedaneo degli storici Annali del Caffaro) gli dedicò un'intera pagina illustrata in forma di supplemento, concessa poi in riproduzione al periodico di Novi Ligure La Società. Raggio affidò a Viazzi anche le decorazioni del castello Raggio di Cornigliano, che è stato poi demolito nel 1951 per la costruzione dell'Aeroporto "Cristoforo Colombo" di Genova-Sestri Ponente.

## Galleria d'immagini

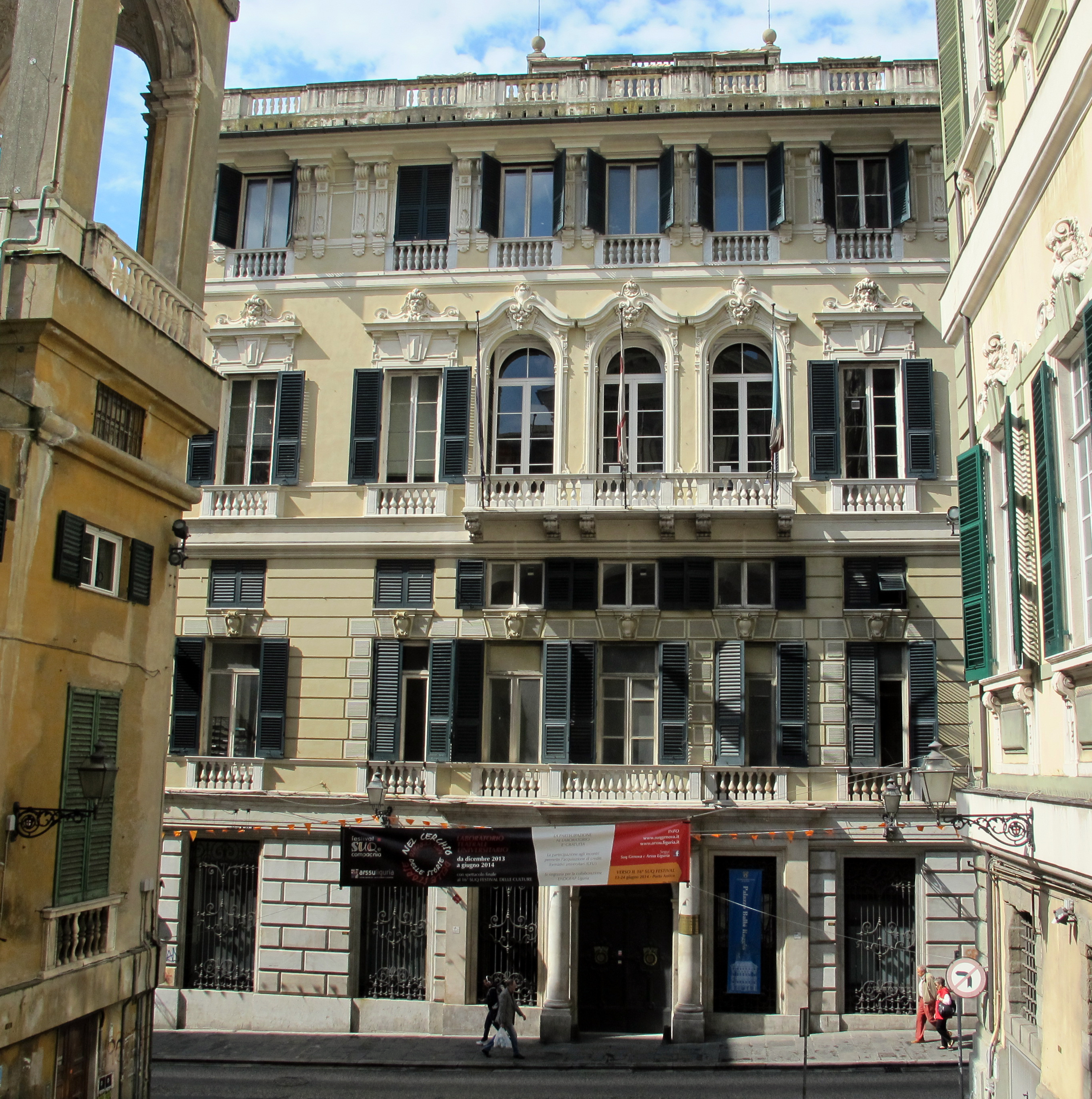
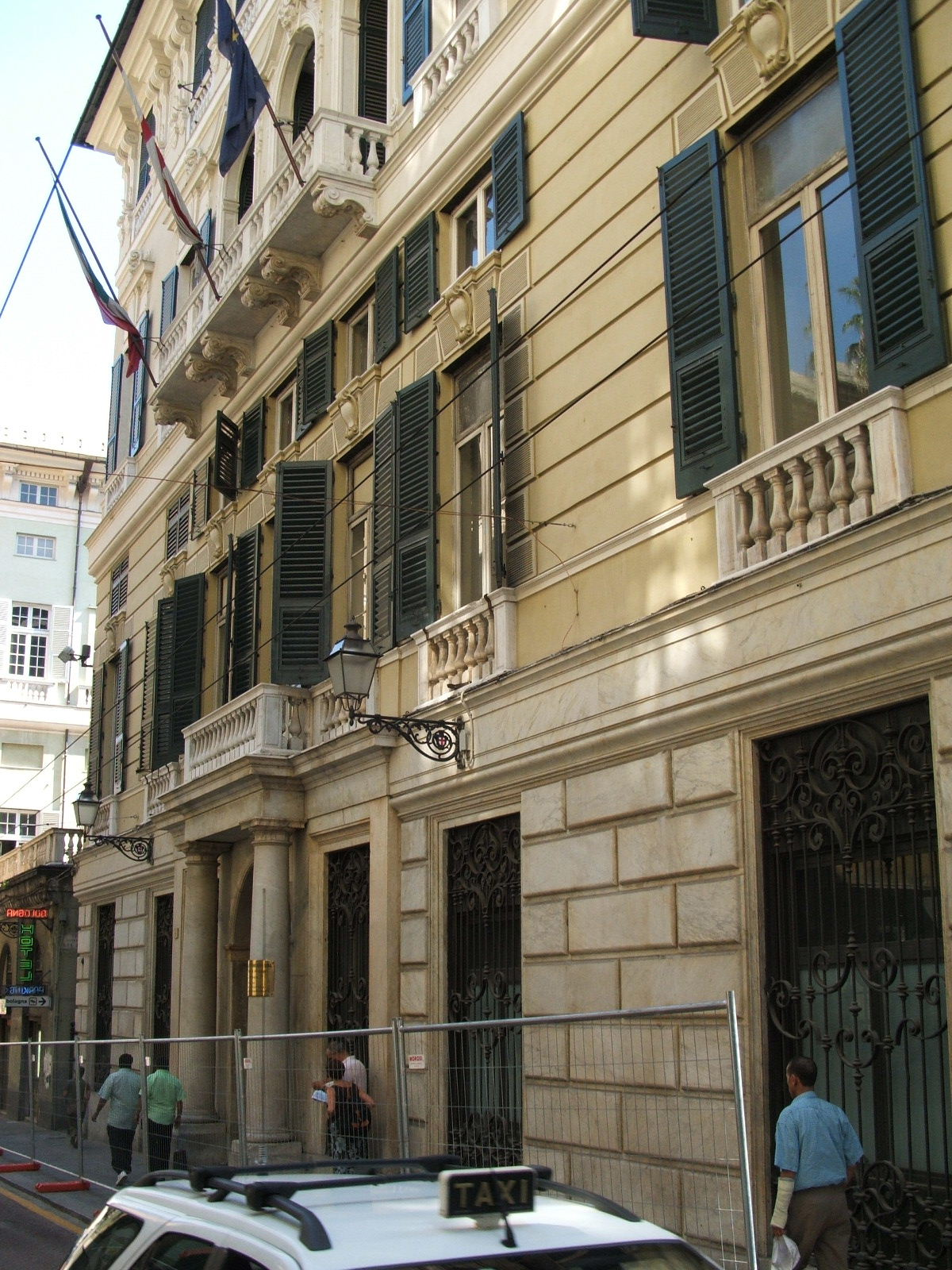
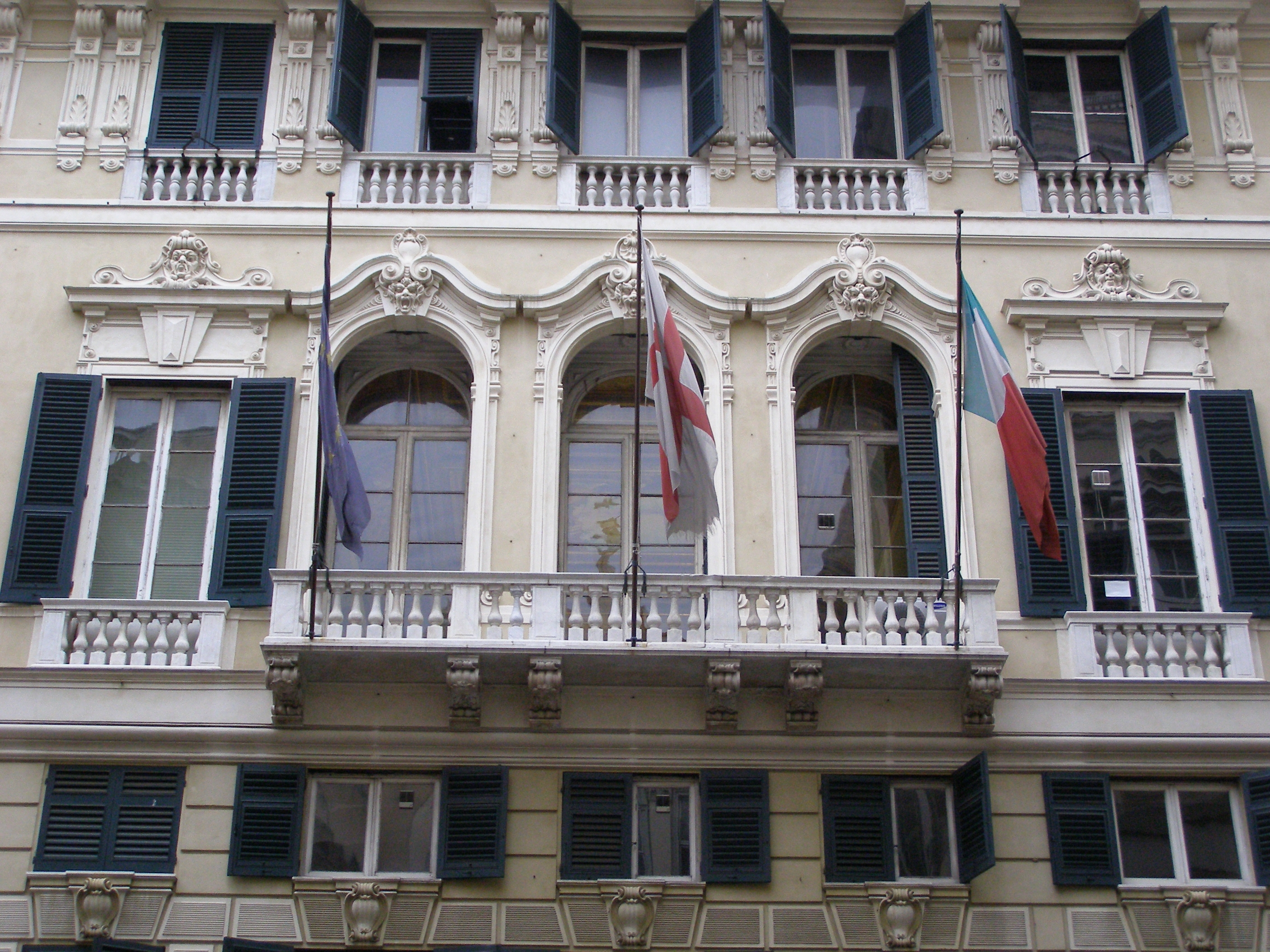
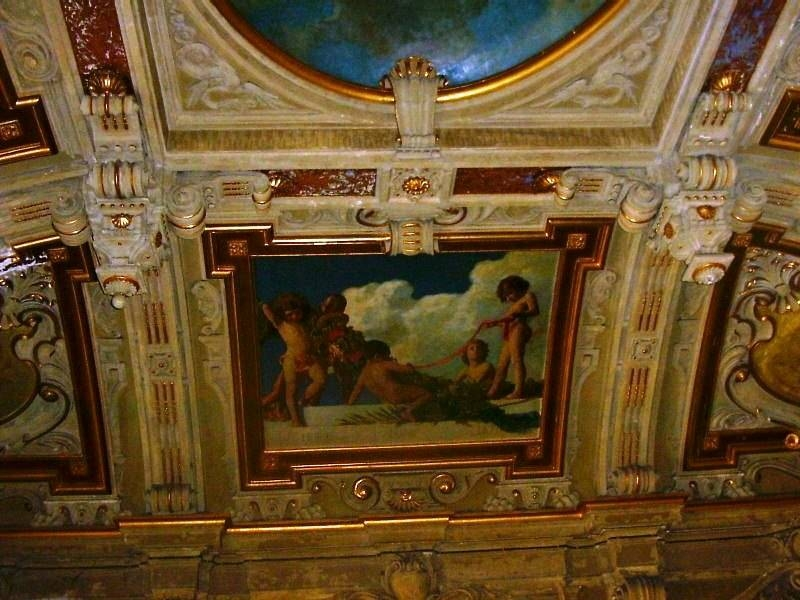
Le decorazioni dello scalone